# Антисловенаштво
Антисловенаштво је појам којим се означава нетрпељивост, непријатељство или мржња према Словенцима, односно према словеначком народу и његовим историјским тековинама и културној баштини. Током историје, антисловеначке тенденције су се испољавале у распону од омаловажавања словеначког народа и његове културе, преко отвореног изражавања нетрпељивости и непријатељства, до заговарања мржње према Словенцима и позивања на уништавање словеначког народа.

## Историја
Нетрпељивост према Словенцима је почела да поприма препознатљиве облике током 19. века, првенствено међу немачким националистима у Аустроугарској, који су сматрали да ће словеначки народни препород довести до угрожавања немачких националних интереса у тадашњим јужноаустријским покрајинама (Војводина Корушка, Војводина Штајерска, Војводина Крањска и Аустријско Приморје). Антисловенчко расположење међу локалним немачким политичким чиниоцима у поменутим покрајинама је било посебно изражено у области просвете, која је сматрана најпогоднијим оруђем за спровођење германизације. Систематским ограничавањем употребе словеначког језика у оквиру просветног система и спутавањем развоја словеначке културе у разним областима друштвеног живота, немачки политички чиниоци су настојали да спутају не само културно-просветни живот, већ и национални развој словеначког народа. Иако је највећи део словеначке политичке и културне елите у Аустроугарској био искрено привржен држави и династији, званични Беч се све до самог краја постојања Двојне монархије задржао на пуким обећањима, без стварне намере да приступи остваривању барем најосновнијих националних интереса словеначког народа. Све до 1918. године, отворено или прикривено антисловенаштво је представљало један од главних чинилаца у политици државних и покрајинских власти према словеначком народу.
Антисловеначка политика је дошла до пуног изражаја током Другог светског рата (1941—1945), када је након слома Краљевине Југославије у склопу окупаторске поделе извршено комадање словеначких области између Немачке, Италије и Мађарске. У све три окупационе зоне спровођена је интензивна политика денационализације словеначког народа, путем принудне германизације, односно италијанизације и мађаризације. У исто време, "неподобан" део словеначког становништва је протеран, а затим депортован, највећим делом у такође окупирану Србију. Антисловеначка политика фашистичких окупатора била је саставни део опште антисловенске политике, која је у склопу нацистичке идеологије Адолфа Хитлера попримила расистичка и геноцидна обележја. Антисловеначке ставове су заступали и екстремни хрватски националисти, који су негирали национану самобитност словеначког народа, заступајући тезу по којој Словенци нису посебна нација, већ представљају наводне "Алпске Хрвате".

## Терминологија
Појам антисловенаштво се састоји од префикса "анти-" (који означава општу противност) и појма "словенаштво" (који се односи на словеначку народност). Иако у српском језику постоји јасна разлика између појма "словенаштво" који се односи на Словенце и појма "словенство" који се односи на све Словене, у јавности понекад долази до забуне око употребе одговарајућих термина. Тако се, на пример, појам антисловенство који у српском језику означава негативан став према свим Словенима, понекад употребљава погрешно - као назив за негативан став према Словенцима, до чега долази под утицајем хрватског језика у коме се облици "antislovenstvo" и "antislovenski" користe управо за означавање негативног односа према Словенцима, док се за означавање негативног става према свим Словенима користе облици "antislavenstvo" и "antislavenski". Насупрот томе, у српском језику постоји јасније разликовање између посебних појмова који се односе на Словенце и општих појмова који се односе на све Словене.